# Okayama International Circuit
Het Okayama International Circuit is een circuit in Mimasaka, Japan. In 1994 en '95 werd de Formule 1 Grand Prix van de Pacific op het circuit verreden. Beide races werden gewonnen door Michael Schumacher. Hiernaast zijn er enkele internationale races verreden, waaronder het WTCC, dat momenteel nog actief is op het circuit.
Het circuit werd in 1990 gebouwd als privécircuit. Het circuit dient als uitvalsbasis voor de rijken der aarde die tegen betaling het circuit kunnen gebruiken. Tot en met 2004 droeg het circuit de naam TI Circuit Aida, naar Tanaka International, de investeringsmaatschappij die het circuit in handen heeft.